# El Hatillo
El Hatillo – jedna z pięciu politycznych i administracyjnych dzielnic miasta Caracas, w Wenezueli. Pozostałe cztery to: Baruta, Chacao, Libertador i Sucre. Ten podmiot prawny jest znany jako Dystrykt Stołeczny Caracas. El Hatillo jest także jedną z 21 gmin, które tworzą stan Miranda w Wenezueli.
El Hatillo zostało założone w 1781 jako wieś przez Baltazara de León.
W latach 1960–1993, działał na bliskich obrzeżach miasta Klub Polski, w którym wszyscy Polacy i ich rodziny mieszkające w Caracas i okolicach spotykały się niemal co tydzień.
Według danych ze spisu ludności w 2001 roku liczba mieszkańców wyniosła 54 225, a w 2011 roku – 58 156.

## Atrakcje turystyczne
- Plaza Bolívar, liczne zwierzęta (głównie leniwce)
- Kościół św. Rozalii z Palerma (hiszp. Iglesa Santa Rosalía de Palermo) z końca XVIII wieku.